# Batalla de la bahía de Dánzig
La Batalla de la bahía de Danzig (en polaco: bitwa w Zatoce Gdańskiej) tuvo lugar el 1 de septiembre de 1939, al comienzo de la invasión alemana de Polonia, cuando la aviones de la Luftwaffe atacaron a los buques de la Armada polaca anclados en la bahía de Danzig. Fue la primera batalla aérea-naval de la Segunda Guerra Mundial.

## Antecedentes
La Armada polaca de la Segunda República Polaca (1919–39) estaba diseñada principalmente como medio de apoyo a las comunicaciones navales con Francia en caso de una guerra con la Unión Soviética. Sin embargo, después de que se hizo evidente que el enemigo principal era Alemania y la entrada al Mar Báltico sería bloqueada, tres de cada cuatro destructores polacos fueron evacuados del Mar Báltico a Gran Bretaña en lo que se llamó "Operación Pekín". Las fuerzas restantes, que constaban de un minador, un destructor, cinco submarinos y embarcaciones más pequeñas, ejecutarían dos operaciones navales importantes, ambas destinadas a interrumpir el movimiento naval alemán en el área de la bahía de Danzig y el movimiento de tránsito entre Alemania y Prusia Oriental. Todos los submarinos fueron enviados a sus zonas operativas en el sur del Báltico para participar en el Plan Worek, en un intento de hundir tantos barcos alemanes como fuera posible y entorpecer sus movimientos.

## Preparativos
Todos los buques de superficie restantes debían ser enviados desde la base naval en Gdynia a la península de Hel, desde donde debían comenzar la llamada Operación Rurka. El plan era establecer una barrera minera naval entre Hela y Danzig para evitar que cualquier barco enemigo ingresara en la zona. 
Debido a malas experiencias previas frente a los Stukas, los polacos decidieron realizar operaciones nocturnas. Al anochecer, diez buques de guerra polacos partieron de Gdynia hacia Hela, ubicada al otro lado de la bahía. Allí, los barcos debían comenzar la operación de minado. Eran los siguientes: el minador Gryf, los dragaminas Jaskółka, Czapla, Żuraw, Czajka, Rybitwa y Mewa y los cañoneros Komendant Piłsudski y Generał Haller. El destructor ORP Wicher había zarpado ese mismo día y no llegó a tiempo para participar en la batalla..
Esa tarde un avión de reconocimiento alemán vio al Gryf. En media hora se organizó y lanzó un ataque aéreo alemán.

## Batalla

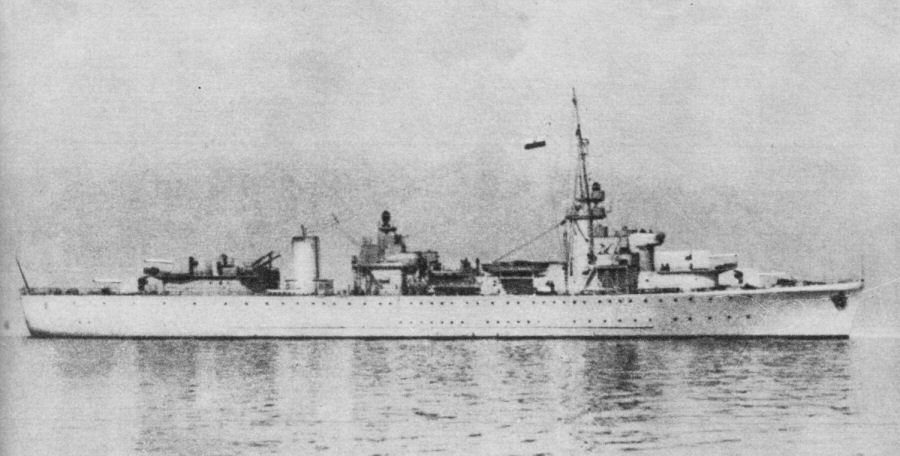
Barco

Mientras atravesaba la bahía de Danzig, la flotilla fue sorprendida por un grupo de 33 aviones de combate alemanes, en su mayoría bombarderos en picado Junkers Ju 87B Stuka. La fuerza alemana se dividió en dos grupos y atacó. Los barcos polacos zigzaguean salvajemente para evitar ser alcanzados. El fuego antiaéreo concentrado obligó a los aviones a bombardear desde una altitud más alta de lo normal. La incursión aérea no tuvo éxito en su mayoría y los buques polacos sufrieron solo pérdidas menores. La columna vertebral de la flotilla polaca, el ORP Gryf, con más de 300 minas navales a bordo, permaneció ilesa.
Sin embargo, poco después de que el primer ataque aéreo fuera repelido, los bombarderos alemanes regresaron, alrededor de las 18:00. No hubo impactos directos, pero dos minadores polacos sufrieron daños por fuego cercano y disparos de ametralladoras, el ORP Gryf y el ORP Mewa. Un impacto indirecto neutralizó el Mewa, matando o hiriendo a sus 22 tripulantes, por lo que tuvo que ser remolcado por el Rybitwa. El oficial al mando de ORP Gryf, el komandar Stefan Kwiatkowski fue abatido por disparos de ametralladoras alemanas, 29 de sus hombres resultaron heridos y el timón de su barco quedó inutilizado. El oficial ejecutivo del Gryf, el teniente comandante Viktor Lomidze asumió el mando. Temiendo que su carga de 300 minas fuera un riesgo, ordenó que fueran arrojadas por la borda.

## Conclusión
Después de los ataques aéreos, la flotilla polaca llegó a Hel. Sin embargo, dado que el ORP Gryf había abandonado todas sus minas y estaba seriamente dañado, la Operación Rurka tuvo que ser suspendida. El ORP Wicher, no recibió las órdenes que cancelaban la operación, por lo navegó directamente a la zona de operaciones prediseñada para cubrir la operación. Por la noche, el Wicher, comandado por el Teniente Comandante Stefan de Walden, vio a dos destructores alemanes, y más tarde un barco que identificó erróneamente como un crucero ligero, pero no atacó, no queriendo comprometer la operación.
Después de regresar a Hel, el Wicher y el Gryf fueron desmantelados y sirvieron como plataformas antiaéreas en la base naval de Hel.